# ベンジャミン・フランクリン (原子力潜水艦)
ベンジャミン・フランクリン(USS Benjamin Franklin, SSBN-640)は、アメリカ海軍の原子力潜水艦。ベンジャミン・フランクリン級原子力潜水艦の1番艦。艦名はベンジャミン・フランクリンに因む。他に5隻の艦がベンジャミン・フランクリンに因んでフランクリン (USS Franklin) と命名され、先代はエセックス級航空母艦8番艦フランクリン (CV-13)となる。

## 艦歴
ベンジャミン・フランクリンの建造は1962年11月1日にコネチカット州グロトンのジェネラル・ダイナミクス、エレクトリック・ボート社に発注され、1963年5月25日に起工した。1964年12月5日にフランシス・L・モーズリー夫人およびレオン・V・チャップリン夫人によって進水し、1965年10月22日にブルー班艦長ドナルド・M・ミラー大佐およびゴールド班艦長ロス・N・ウィリアムズ中佐の指揮下就役した。
ベンジャミン・フランクリンは1993年11月23日に退役、除籍し、ワシントン州ブレマートンで原子力艦再利用プログラムに従って解体された。ベンジャミン・フランクリンの原子力艦再利用プログラムは1995年8月21日に完了した。